# Красный Посёлок (Невельский район)
Красный Посёлок — деревня в Невельском районе Псковской области России. Входит в состав Ивановской волости.

## География
Расположена к северу от озера Большой Иван, в 50 километрах к северо-востоку от районного центра, города Невеля, и в 15 км к северо-западу от бывшего волостного центра, деревни Опухлики. Мимо деревни проходит железная дорога (участок Невель — Новосокольники), западнее находится железнодорожная станция Изоча.

## Население
| 2001 | 2002 | 2010 |
| ---- | ---- | ---- |
| 130  | ↘115 | ↘77  |

Численность населения деревни по оценке на начало 2001 года составляла 150 человек.

## История
С января 1995 до апреля 2015 года деревня входила в состав ныне упразднённой Голубоозёрской волости.